# Військове спорядження

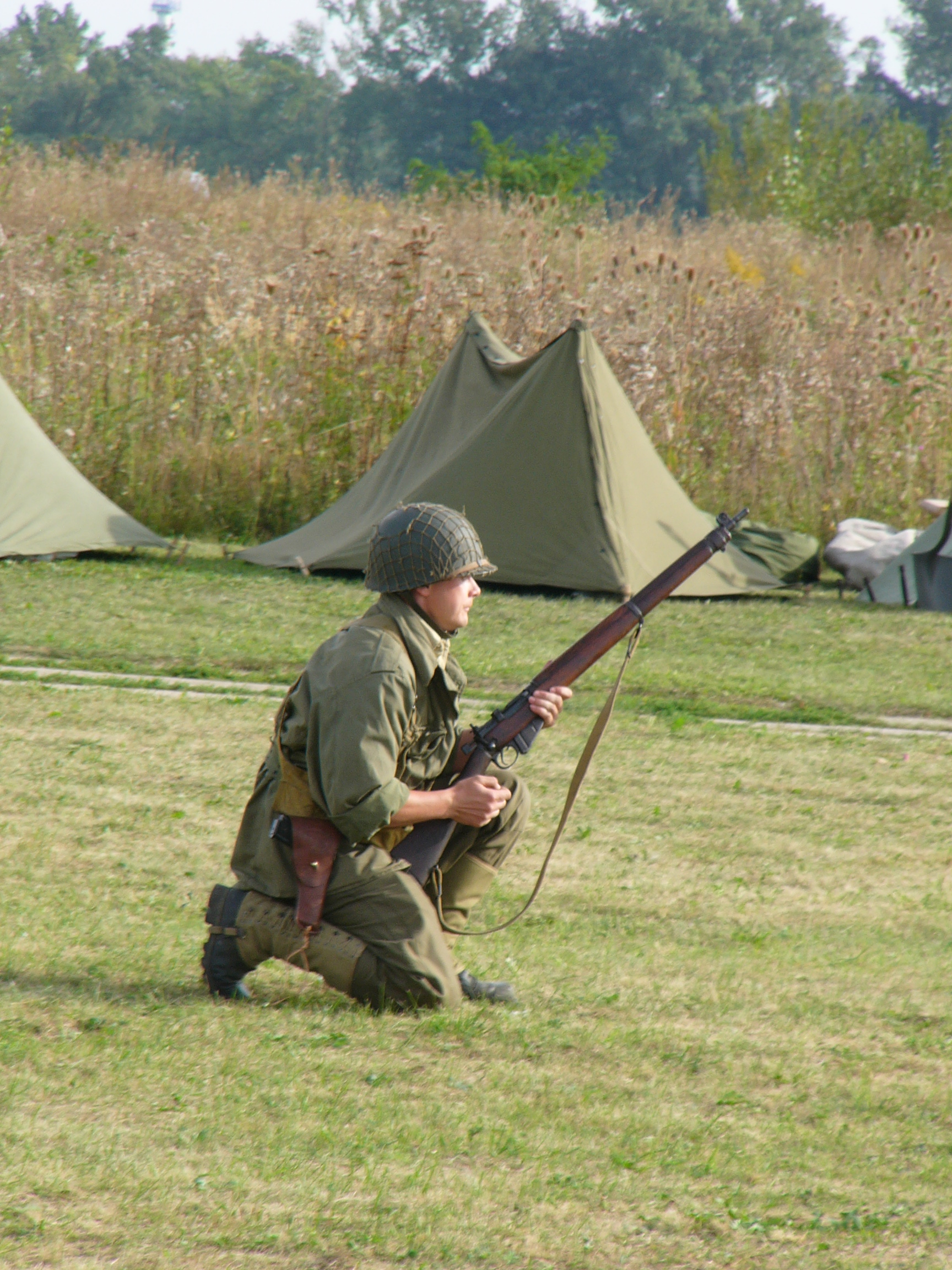
Спорядження для ведення бойових дій солдата армії США часів Другої світової війни

Споря́дження військо́ве або бойове екіпірування (інколи амуніція) — сукупність предметів, складових екіпіровки військовослужбовця для ведення бойових дій. Найбільшої ефективності бойової екіпіровки можна досягти при оптимальному поєднанні тактико-технічних характеристик всіх складових.

## Розвиток спорядження
Значення, кількість і вартість спорядження зростає досить швидко. За словами бригадного генерала Марка Брауна (що відповідав за розробку спорядження для армії США) в 1940-ві роки американці вирушали на війну у формі, з рушницею, каскою, скаткою і фляжкою. Їх спорядження важило близько 16 кг і коштувало — з врахуванням інфляції — 170 дол. У В'єтнамі екіпіровка солдата вже обходилася в 1,1 тис. доларів: додався, зокрема, бронежилет, оновилася зброя.
Зараз американці, що воюють в Іраку і Афганістані обов'язково забезпечуються бронежилетами і касками з композиційних матеріалів, захисними окулярами, вогнетривкою формою, включаючи рукавички і черевики, приладами нічного бачення, лазерними цілепокажчиками. До складу спорядження входить понад 80 предметів загальною масою близько 34 кг. Бойова екіпіровка сучасного солдата обходиться Пентагону приблизно в 17,5 тис. $ — в 100 разів дорожче, ніж під час Другої світової війни.
Згідно з оцінками генерала, в середині наступного десятиліття екіпіровка піхотинця вже коштуватиме від 28 до 60 тис.дол. Зокрема, солдати отримають стрілецьку зброю, що дозволяє вести прицільний вогонь по противникові із-за кута, не висовуючись при цьому, і комп'ютери з екранами, щоб кожен міг бачити картину бою. Зазначеному сприятиме застосування тактичної системи доповненої реальності.
Перспективним напрямком розвитку систем солдата є впровадження в його спорядження екзоскелета з метою підвищення мобільності тактичних груп і підрозділів, що діють у пішому порядку, внаслідок компенсації фізичного навантаження солдат, зумовленого значною вагою спорядження. Інтеграція у бойове спорядження буде супроводжуватися перетворенням екзоскелета на багатофункціональну систему, яка крім основного призначення може використовуватися як електрогенератор, сховища акумуляторних батарей, каркас для кріплення модулів бронезахисту, засоби телекомунікацій, різні сенсори та датчики, проведення ліній електроживлення та передачі даних, виконання інших функцій. У їх числі заслуговує на увагу й застосування елементів конструкції екзоскелета як антенної системи для передачі і приймання радіосигналів.